# Người Media
Người Media (Tiếng Ba Tư: مادها, Tiếng Hy Lạp Μῆδοι; Assyrian Mādāyu) là một dân tộc Iran cổ đại, những người sống ở khu vực tây bắc của Iran ngày nay. Khu vực này được biết đến với tên gọi  Media (còn gọi là Medea; Μηδία trong Tiếng Hy Lạp; tính từ trong tiếng Anh là Median, cách gọi khác là Medean). Họ tới khu vực này theo những làn sóng di chuyển của các bộ lạc Iran vào cuối thiên niên kỷ thứ hai TCN (thời kì sụp đổ của thời đại đồ đồng). Đến thế kỷ 6 TCN, sau khi cùng với người Babylonia đánh bại đế quốc Tân Assyria, người Media đã có thể thành lập đế quốc riêng của họ, lớn nhất vào thời kì đó, tồn tại được khoảng 60 năm. Kể từ cuộc cướp phá Nineveh năm 612 TCN cho tới năm 549 TCN khi Cyrus Đại đế thành lập đế quốc Achaemenes bằng việc đánh bại chúa tể và là ông ngoại của mình Astyages, vua của Media. Người Media được coi là một trong những tổ tiên xa xưa của người Kurd.

## Lịch sử

### Ghi chép của người Assyria

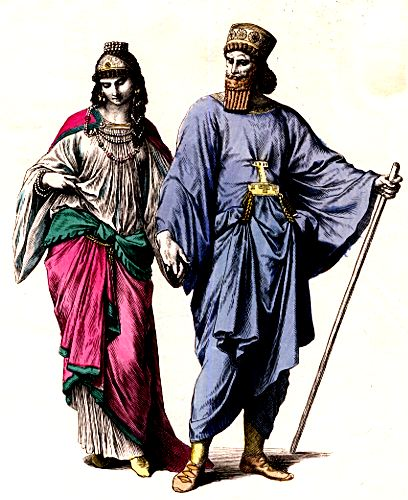
Costumes of ancient Mede nobility.

Người Media, cư dân của Media, xuất hiện đầu tiên trong lịch sử là vào năm 836 TCN. Những ghi chép xa xưa nhất cho thấy, nhà chinh phục người Assyria, vua Shalmaneser III, đã nhận đồ cống nạp từ "Amadai" trong việc tham gia chiến tranh chống các bộ lạc của Zagros. Những người kế vị của ông đã tiến hành nhiều cuộc chinh phạt chống lại người Media. Từ các tên trong những chữ khắc đá của người Assyria, chúng ta biết rằng họ là những người theo Hỏa giáo.
Năm 715 TCN và 713 TCN, Sargon II của Assyria đã chinh phục những người ở "xa tới tận núi Bikni", nghĩa là Elburz (Damavand) và là biên giới của sa mạc. Nếu các thông tin của Herodotus là đáng tin cậy, thì triều đại Media bắt nguồn từ Deioces (Daiukku), một vương công đến từ Diauehi và là thủ lĩnh ở Zagros, người đã cùng với những người thân của mình bị đưa tới Hamath (Haniah) tại Syria năm 715 TCN bởi Sargon. Daiukku này dường như ban đầu là một thống đốc của Mannae, thần dân của Sargon trước khi ông bị đưa đi đày.
Mặc dù vậy, các cuộc nổi loạn liên tục được tiến hành bởi những người lãnh đạo chống lại luật lệ của người Assyria. Người Media đã phải cống nạp cho những người thừa kế của Sargon như Sennacherib, Esarhaddon và Assur-Bani-pal bất cứ khi nào các vị vua hành quân chống lại họ. Những pháo đài của Assyria nằm trong lãnh thổ Media vào thời điểm chiến dịch của Esarhaddon (khoảng 676) bao gồm Bit-Parnakki, Bit-kari và Harhar (Kar-Sharrukin).

### Đế quốc Media

Đế quốc Media tại Ba Tư/Iran.

Mặc dù các nguồn của Herodotus về "Deioces con trai của Phraortes" (có lẽ khoảng 715 TCN) với sự thành lập vương quốc Media và cùng với thủ đô là Ecbatana (Hamadan hiện đại), có lẽ không trước năm 625 TCN mà khi đó Cyaxares, cháu nội của Deioces, đã thành công trong việc đoàn kết các bộ tộc nói tiếng Iran-Media để tạo ra một vương quốc thống nhất.[cần làm rõ]
Theo Herodotus, các cuộc chinh phục của Cyaxares xứ Media đã bị ngăn cản vào thời kì đầu bởi một cuộc xâm lược của người Scythia và sự thống trị kéo dài 28 năm (bởi Madius người Scythia 653-625 TCN). Các bộ tộc Media dường như đã sớm lao vào cuộc chiến chống lại một quốc gia ở phía Tây được biết đến là Mannae, liên minh với Assyria. Các chữ khắc của Assyria đã đề cập rằng, các vị vua Media đầu tiên đã cố gắng cuộc nổi loạn chống lại Assyria vào triều đại của Esarhaddon và Assur-Bani-pal

#### Các vị vua của Media
- Deioces 728-675 BC
- Phraortes 675-653 BC
- Madius người Scythia 653-625 BC
- Cyaxares (Old Iranian *Uvaxštra) 625-585 BC
- Astyages (Old Iranian *Ršti-vêga) 589-549 BC

### Media thời kì sau

#### Dưới triều nhà Achaemenes của Ba Tư
Vua Astyages - con trai của Cyaxares - gả Công chúa Mandane cho một ông vua hiền từ của xứ chư hầu Anshan. Vào năm 559 trước Công Nguyên, con trai của Mandane là Cyrus Đại Đế lên làm vua xứ Anshan. Vào năm 553 trước Công Nguyên, do bất hòa giữa Astyages và Tổng tư lệnh Quân đội Media Harpagus, Harpagus đã kêu gọi vua Cyrus phất cờ khởi nghĩa chống lại thiên triều Media. Với lực lượng Kỵ binh hùng hậu của mình, Cyrus giành được thắng lợi, bắt sống được Astyages. Cyrus khởi lập Đế quốc Ba Tư, nhưng tha chết cho cựu hoàng Media.
Sau vụ ám sát kẻ cướp ngôi các Smerdis, một người Mede Fravartish(Phraortes), tự xưng là một con cháu của Cyaxares, đã cố gắng để khôi phục vương quốc Mede, nhưng đã bị đánh bại bởi các tướng Ba Tư và bị hành quyết ở Ecbatana (Darius I Đại đế trong bia đá Behistun.). Một cuộc nổi loạn, trong năm 409 TCN, chống lại Darius II (Xenophon, Hellen ~.. 2, 19) chỉ diễn ra ngắn. Tuy nhiên. Những bộ lạc Iran ở phía bắc, đặc biệt là người Cadusii, đã luôn luôn quấy rối, nhiều cuộc viễn chinh thất bại của các vị vua sau này chống lại họ được đề cập .
Dưới sự cai trị Ba Tư, vùng đất này được chia thành hai satrapies: ở phía nam, với Ecbatana và Rhagae (Rey gần hiện đại, Tehran), Media chính, hoặc Đại Media, như nó thường được gọi như vậy.

#### Seleukos cai trị
Sau cuộc xâm lược của Alexandros vào vùng Media vào mùa hè năm 330 trước Công nguyên, ông bổ nhiệm một vị tướng cũ của Darius III tên là Atropates (Atrupat)làm phó vương năm 328 trước Công nguyên, theo Arrian. Trong cuộc phân chia đế chế của ông, miền nam Media đã được trao cho Peithon một vị tướng Macedonia, nhưng ở phía bắc, xa và tầm quan trọng rất ít và không có ai tranh chấp giữa những người thừa kế của Alexandros, được để lại cho Atropates.
Kinh đô của Atropatene là ở Gazaca trong vùng đồng bằng trung tâm, và thành trì Phraaspa, được phát hiện bên sông Araz bởi các nhà khảo cổ học vào tháng 4 năm 2005.
Atropatene là đất nước Tây Á nhỏ nhất là của tất cả các nước khác chịu ảnh hưởng của thời kì Hy Lạp hóa, thậm chí không tồn tại bất kì một đồng xu của các vị vua cai trị nó. Miền nam Media vẫn là một tỉnh của đế quốc Seleukos trong một thế kỷ rưỡi, và văn mình Hy Lạp được giới thiệu ở khắp mọi nơi. Media bị bao quanh ở khắp mọi bởi các thị trấn Hy Lạp, để thực hiện kế hoạch của Alexandos nhằm bảo vệ nó khỏi dân man rợ lân cận, theo Polybius  Chỉ có Ecbatana giữ lại những nét cũ của nó. Nhưng Rhagae đã trở thành Europus thị trấn Hy Lạp và cùng với nó Strabo kể tên các thị trấn khác, Laodicea, Apamea Heraclea hoặc Achais. Hầu hết trong số chúng đã được thành lập bởi Seleukos I và con trai Antiochos I.

#### Nhà Arsaces cai trị
Năm 221 trước Công nguyên, phó vương Molon đã cố gắng làm cho mình độc lập (có tồn tại các đồng xu bằng đồng với tên của ông và tiêu đề của hoàng gia), cùng với anh trai của ông,Alexandros, phó vương của Persis, nhưng họ đã bị đánh bại và bị giết bởi Antiochos Đại Đế. Cùng cách như thế, phó vương Mede Timarchus xưng vương và chinh phục Babylon, trên đồng tiền của mình, ông tự gọi mình là Đại vương Timarchus, nhưng một lần nữa vị vua hợp pháp, Demetrios I, đã thành công trong việc dập tắt cuộc nổi loạn, và Timarchus bị giết chết. Nhưng cùng với Demetrios I, sự tan rã của đế quốc Seleukos bắt đầu, và ngay sau đó, vào khoảng năm 150, vua Parthia, Mithradates I đã chinh phục Media 
Và kể từ lúc đó, Medes nằm dưới sự cai trị của nhà Arsaces hay Parthia, những người đã thay đổi tên nó từ Rhagae, hoặc Europus, thành Arsacia, và chia vùng đất này thành năm tỉnh nhỏ Sau thời kì Parthia, tới năm 226 nó nằm dưới sự cai trị của nhà Sassanid, cùng với Atropatene.